# Spondyloepimetaphysäre Dysplasie Typ Strudwick
Die Spondyloepimetaphysäre Dysplasie Typ Strudwick (SEMD Typ Strudwick) ist die häufigste Form der Spondyloepimetaphysären Dysplasie, einer sehr seltenen, zu den Chondrodysplasien zählenden Skelettdysplasie mit Veränderungen der Wirbelkörper, der Metaphysen und der Epiphysen der langen Röhrenknochen. Hauptmerkmal ist der dysproportionale Zwergwuchs.
Synonyme sind: SEMDSTWK; SMED, Strudwick Typ; SMED, Typ I; Strudwick Syndrom; englisch Dappled Metaphysis Syndrome; Spondylometaphyseal Dysplasia; SMD; SEMDC
Die Bezeichnung bezieht sich auf den ersten Patienten, bei dem diese Erkrankung im Jahre 1969 durch die Ärzte J. Lamont Murdoch und Bryan A. Walker beschrieben wurde.

## Verbreitung
Die Häufigkeit wird mit jeweils unter 1 zu 1.000.000 angegeben, die Vererbung erfolgt autosomal-dominant.

## Ursachen
Der Erkrankung liegen Mutationen im COL2A1-Gen im Chromosom 12 am Genort q13.11-q13.2 zugrunde. Dies führt zu einer Substitution einer anderen Aminosäure für Glycin, was zu einer Deformation der Konformation der Kollagenmoleküle führen kann.

## Klinische Erscheinungen
Hauptmerkmale sind:
- Dysproportionierter  Kleinwuchs mit sehr kurzem Rumpf und verkürzten Extremitäten
- Skoliose, Kielbrust
- Coxa vara, Klumpfuß

Assoziiert sind Gaumenspalte, starke Kurzsichtigkeit und Netzhautablösung.

## Diagnose
Die Diagnose stützt sich auf Veränderungen im Röntgenbild, die Sicherung kann genetisch erfolgen, da die Mutation bekannt ist.